# Ekkehard Fritsch

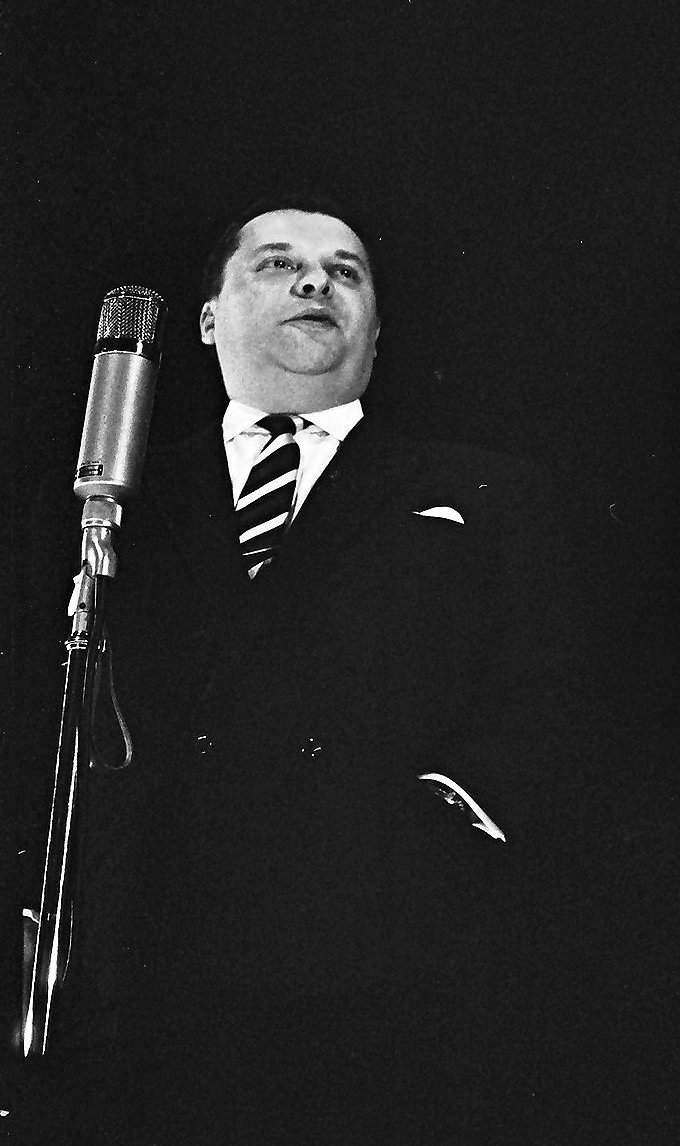
Ekkehard Fritsch bei einem Gastspiel der Insulaner, 1959

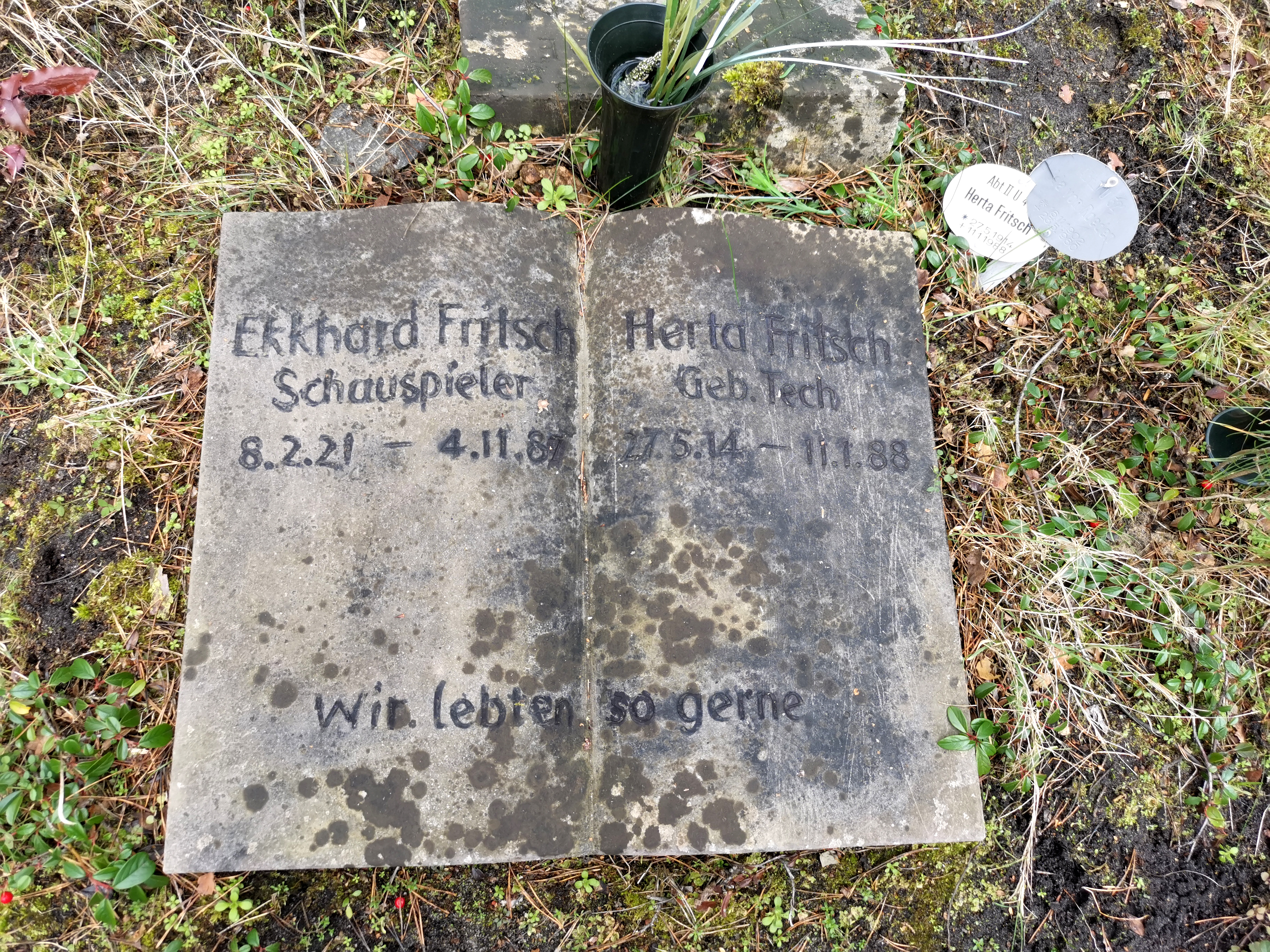
Grabstelle auf dem Waldfriedhof Zehlendorf in Berlin (Feld 29-705)

Ekkehard Fritsch (* 8. Februar 1921 in Berlin; † 4. November 1987 ebenda) war ein deutscher Schauspieler.

## Leben
Einem breiten Publikum wurde Ekkehard Fritsch bekannt durch seine Mitarbeit in der Jury der Fernsehshow Dalli Dalli von und mit Hans Rosenthal, wo er launig-witzige Kommentare beisteuerte. Neben seiner Jury-Tätigkeit war er auch mit Couplets und kurzen Theatersketchen in Dalli Dalli vertreten. Die erfolgreiche Tätigkeit im Fernsehen beruhte auf seiner langjährigen Zusammenarbeit mit Hans Rosenthal im Hörfunk, wo er in einigen Sendungen des berühmten und legendären Funkkabaretts Die Insulaner sowie in Unterhaltungssendungen wie Spaß muß sein, Wer fragt, gewinnt oder Opas Schlagerfestival mitwirkte. Auf dem Bildschirm agierte er als Schauspieler in zahlreichen Fernsehspielen und Musikshows. Unvergessen wurde er in seinen letzten Lebensjahren vor allem durch seine Rolle in der Fernsehserie Die Wicherts von nebenan. In der Folge Die Erbschaft aus der Serie Die Familie Hesselbach spielte Ekkehard Fritsch die Rolle des „Onkel Erich“, eines der Verwandten um die Hesselbachs, die auf ein großes Erbe hoffen.
Ekkehard Fritsch verstarb 1987 im Alter von 66 Jahren an Krebs und wurde auf dem Waldfriedhof Zehlendorf in Berlin beigesetzt.

## Ehrungen
- 1980: Verdienstkreuz am Bande der Bundesrepublik Deutschland

## Filmografie
- 1953: Was nicht im Baedeker steht: Bitte, einsteigen zu Käses Rundfahrt! – Regie: Hans Scholz
- 1953: Berlin im Lied (Fernsehen)
- 1953: Der Fall Sieveking – Regie: Hans-Waldemar Bublitz und Werner Schöne (Fernsehfilm)
- 1953: Signale aus dem Äther – Regie: Hans-Waldemar Bublitz (Fernsehfilm)
- 1954: Mädchen mit dem Brokatmantel – Regie: Hans-Waldemar Bublitz (Fernsehfilm)
- 1962: Die Insulaner – Regie: Hans Rosenthal (Fernsehen)
- 1962: Die Familie Hesselbach – Die Erbschaft (Fernsehserie)
- 1963: Schloß Gripsholm – Regie: Kurt Hoffmann
- 1964: Das Kriminalgericht – Der Fall Nebe – Regie: Georg Tressler (Fernsehserie)
- 1965: Oma ist noch besser – Regie: Hermann Kugelstadt (Fernsehserie)
- 1966: Das Millionending (Fernseh-Zweiteiler)
- 1967: Pension Clausewitz
- 1967: Rheinsberg
- 1968: Der Partyphotograph
- 1969: Attentat auf den Mächtigen (Fernsehfilm)
- 1969: Meine Schwiegersöhne und ich (Fernsehserie)
- 1970: Percy Stuart – Der Wagenlenker – Regie: Hans-Georg Thiemt (Fernsehserie)
- 1970: Drüben bei Lehmanns – Die Erbschaft (Fernsehserie)
- 1971: Unser Willi ist der Beste
- 1972: Die rote Kapelle (Fernsehmehrteiler)
- 1973: Das Wandern ist Herrn Müllers Lust
- 1973: So’n Theater – Regie: Thomas Engel (Fernsehfilm)
- 1973: Lokaltermin – Der Amokfahrer – Regie: Heinz Schirk (Fernsehserie)
- 1974: Hochzeitsnacht im Paradies
- 1975: Frau Luna – Regie: Eugen York (Fernsehfilm)
- 1975: Damals wie heute – Regie: Wolfgang Spier (Fernsehfilm)
- 1984: Berliner Weiße mit Schuß – Regie: Michael Werlin (Fernsehserie)
- 1985: Durchreise – Die Geschichte einer Firma (Aufzeichnung aus dem Theater am Kurfürstendamm) – Regie: Jürgen Wölffer
- 1986: Liebling Kreuzberg – Kleine Fische – Regie: Heinz Schirk (Fernsehserie)
- 1986–1987: Die Wicherts von nebenan – Regie: Rob Herzet (Fernsehserie)

## Hörspiele
- 1957: Detlef Müller, Dieter Finnern: Das Seltsame in Herrn Huber – Regie: Dieter Finnern (SFB)
- 1958: Hans Scholz: Remontons le Kurfürstendamm. Die Geschichte einer Weltstadtstraße – Regie: Hanns Korngiebel (SFB)
- 1963: Horst Pillau: Ein Volk sieht fern oder Der Tod spielt rechtsaußen – Ein frei erfundener Tatsachenbericht über die Ereignisse rund um ein Kriminalfernsehspiel – Regie: Günther Schwerkolt (SDR / SFB)
- 1963: Horst Pillau: Der Doktor – Regie: Günther Schwerkolt (SFB)
- 1963: Johannes Hendrich: Plötzlich zu dritt – Regie: Siegfried Niemann (SDR / SFB)
- 1963: Horst Pillau: Umleitung über Altdorf – Eine sanfte Satire aus unseren Tagen – Komposition: Olaf Bienert, Regie: Günther Schwerkolt (SFB)
- 1964–1978: Diverse Autoren: Damals war's – Geschichten aus dem alten Berlin (in sieben Geschichten mit etwa 30 Folgen, davon dreimal eine durchgehende Rolle) – Regie: Ivo Veit u. a. (40 Geschichten in 426 Folgen) (RIAS Berlin)[2]
- 1970: Rudolf Steinmetz: Frau Berger geht einkaufen – Regie: Hans Bernd Müller (SFB)